# Difluorek ditlenu
Difluorek ditlenu, O
2F
2 – nieorganiczny związek chemiczny, występuje pod postacią pomarańczowego ciała stałego, które w temperaturze −163 °C topi się, tworząc ciecz czerwonej barwy. Jest silnym utleniaczem i rozkłada się do OF
2 i tlenu już w temperaturze −160 °C (4% na dzień).

## Otrzymywanie
Difluorek ditlenu może być otrzymany poprzez poddanie mieszaniny gazowego fluoru i tlenu w stosunku 1:1 przy niskim ciśnieniu (17 mmHg jest optymalne) wyładowaniom elektrycznym (25–30 mA, 2,1–2,4 kV). Jest to w zasadzie metoda pierwszej syntezy związku, dokonanej w 1933 roku przez Otto Ruffa. Inna synteza wymaga zmieszania O
2 i F
2 w naczyniu ze stali nierdzewnej schłodzonym do temperatury −196 °C, a następnie wystawienie pierwiastków na kilkugodzinne promieniowanie hamowania o energii 3 MeV.
O
2 + F
2 → O
2F
2

## Budowa
W F
2O
2 tlen posiada nietypowy dla niego +1 stopień utlenienia. W większości związków tlen posiada −2 stopień utlenienia.
Struktura difluorku ditlenu przypomina strukturę nadtlenku wodoru, H
2O
2, w której kąt dwuścienny zbliża się do wartości 90°. Geometria ta jest zgodna z przewidywaniami teorii VSEPR. Długość wiązania O–O jest zbliżona do 120,7 pm, która jest długością wiązania O=O w cząsteczkowym tlenie, O
2.

## Reaktywność
Nadrzędną właściwością tego niestabilnego związku jest jego siła utleniająca, pomimo faktu, że wszystkie reakcje muszą przebiegać w temperaturze bliskiej −100 °C. Z BF
3 i PF
5 daje odpowiednie sole dioksygenylowe:
2O
2F
2 + 2PF
5 → 2[O
2]+
[PF
6]−
 + F
2
Reakcja taka może przekształcać tlenki uranu, plutonu i neptunu w odpowiednie heksafluorki.